# Alstern (Brattfors socken, Värmland)
Alstern är en sjö i Filipstads kommun i Värmland och ingår i Göta älvs huvudavrinningsområde. Sjön är 64 meter djup, har en yta på 8,84 kvadratkilometer och är belägen 157,2 meter över havet. Alstern ligger i Brattforsheden Natura 2000-område. Sjön avvattnas av vattendraget Lungälven. Vid provfiske har en stor mängd fiskarter fångats, bland annat abborre, gers, gädda och hornsimpa.

## Delavrinningsområde
Alstern ingår i det delavrinningsområde (662313-139299) som SMHI kallar för Utloppet av Alstern. Medelhöjden är 182 meter över havet och ytan är 60,57 kvadratkilometer. Det finns inga avrinningsområden uppströms utan avrinningsområdet är högsta punkten. Lungälven som avvattnar avrinningsområdet har biflödesordning 4, vilket innebär att vattnet flödar genom totalt 4 vattendrag innan det når havet efter 371 kilometer. Avrinningsområdet består mestadels av skog (68 procent). Avrinningsområdet har 9,15 kvadratkilometer vattenytor vilket ger det en sjöprocent på 15,1 procent.

## Fisk
Vid provfiske har följande fisk fångats i sjön:
- Abborre
- Gärs
- Gädda
- Hornsimpa
- Lake
- Löja
- Mört
- Nors
- Siklöja
- Simpor (bergsimpa/stensimpa)
- Öring